# Robert D'Onston Stephenson

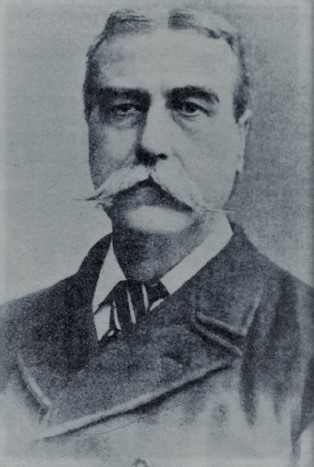
Robert D'Onston Stephenson omstreeks 1900

Robert D'Onston Stephenson (20 april 1841 – 9 oktober 1916) was een schrijver en journalist die bekendheid verwierf door zijn mogelijke betrokkenheid bij de zaak Jack the Ripper en voor zijn eigen theorie omtrent de identiteit van de dader.

## Betrokkenheid
Mary Ann Nichols, algemeen erkend als het eerste slachtoffer van Jack the Ripper, werd op een afstand van ongeveer 137 meter (150 yards) buiten het London Hospital gevonden op 31 augustus 1888. Stephenson verbleef van 26 juli tot 7 december in het ziekenhuis. Vanwege zijn beroep en zijn studies naar het occultisme toonde hij zich buitengewoon geïnteresseerd in de moordreeksen. De moorden waren het gesprek van de dag in het London Hospital en ook daarbuiten. Stephensons aandacht werd getrokken door ene dokter Morgan Davies, die in het ziekenhuis demonstreerde hoe volgens hem de moordenaar te werk ging met het bedwingen en vermoorden van zijn slachtoffers. Stephenson vond Davies' gedrag verdacht en vertelde zijn verhaal aan George Marsh, een handelaar in ijzerwaren die zichzelf als amateur-detective beschouwde. Marsh echter vond Stephenson verdachter dan Davies, zoals deze aan hem was beschreven, en stapte naar de Scotland Yard. Een van de agenten, inspecteur Roots, herkende Stephenson meteen aan de beschrijving. Hij kende hem al 20 jaar als "een man van goede opleiding en vermogen, een dokter in de geneeskunde met diploma's uit New York en Parijs, een groot man binnen het Italiaanse leger – hij vocht onder Garibaldi – en een journalist." Uit Roots verslag lijkt te zijn op te maken dat er geen verdenking meer op Stephenson rustte. Volgens Maxim Jakubowski en Jonathan Braund "lijkt het dat zijn (Stephensons) beschaafde overkomen en gretigheid de politie te helpen meer bewondering dan argwaan opwekten".
Stephensons interesse in de moorden leidde er uiteindelijk toe dat hij zijn eigen theorie omtrent de motieven en identiteit van de moordenaar, gebaseerd op de aard van de moorden en een mogelijke aanwijzing gevonden in Goulston Street, publiceerde in de Pall Mall Gazette. Volgens Stephenson moest de moordenaar een beoefenaar van "zwarte magie" zijn, omdat de delen die uit de lichamen van de slachtoffers waren gehaald gebruikt konden worden voor rituele doeleinden. Stephensons theorie verwees ook naar een mogelijke aanwijzing in Goulston Street waar, na de moord op Catherine Eddowes op 30 september, een stuk met bloed besmeurd schort was achtergelaten onder een in krijt geschreven zin, bij de ingang van een modelwoning met joodse huurders. De bewuste zin is als volgt geregistreerd: "The Juwes are the men that Will not be Blamed for nothing" (De Joden zijn de mannen die niet voor niets worden beschuldigd). Twee weken later, op 17 oktober, nadat hij had opgemerkt dat de hoofdcommissaris van de Metropolitan Police, Sir Charles Warren, had beweerd dat "geen taal of dialoog bekend is waarin het woord Jood (Jews) als JUWES gespeld wordt", stuurde Stephenson een brief naar de politie waarin hij beweerde dat een dergelijk woord wel degelijk bestond.

## Verdachte
Later trok Stephenson de aandacht van hoofdredacteur William Thomas Stead, schrijfster Mabel Collins en haar vriendin Vittoria barones Cremers. Cremers vertelde Aleister Crowley dat Stephenson een dokter was en de Whitechapel moorden begaan had als onderdeel van een magisch ritueel en dat de locaties van de moorden, wanneer met elkaar verbonden op een kaart, een kruis vormden (wat niet waar is). De verdenking berustte niet enkel op Stephensons interesse in "zwarte magie". Hij was ook, naar eigen zeggen, verliefd op een prostituee en had van anderen een SOA opgelopen. Het feit dat Stephensons vrouw in 1886 verdween heeft geleid tot de speculatie dat hij haar misschien vermoord heeft. Volgens Jakubowski en Braund heeft Stephensons wel beweerd anderen te hebben vermoord, en bewaarde hij met menselijk bloed besmeurde stropdassen. Ook bezat hij kaarsen gemaakt uit menselijk vet. Collins' en Cremers' theorie is later nieuw leven ingeblazen door Richard Witthington-Egan in A Casebook on Jack the Ripper en vervolgens verder ontwikkeld door auteur Melvin Harris in Jack the Ripper: The Bloody Truth en twee vervolgen daarop. Misdaadauteur Colin Wilson prees het onderzoek dat door Harris gedaan was maar trok de conclusie dat het geen bewijs betrof voor een verband tussen Stephenson en Jack the Ripper. Jabukowski en Braund geven aan dat het grote probleem met Stephenson als verdachte was dat het idee sterk afhankelijk was van zijn eigen verklaringen, zowel met betrekking tot "de diepte van zijn ongevoeligheid en onbillijkheid als tot zijn activiteiten". Alhoewel Cremers, de voornaamste getuige, nauw verbonden was met Aleister Crowley en Stephensons "sfeer van mysterie en zijn ietwat theatrale, wegwerpbluf van slechtheid" lijken te voorzien op Crowleys eigen liefdesbetrekkingen, waren de verklaringen over het bloed en de kaarsen misschien slechts theatrale rekwisieten, ontworpen om het effect te hebben zoals ze hebben gehad, namelijk om twee vatbare vrouwen angst aan te jagen. Auteur Ivor Edwards noemt Stephenson ook als Jack the Ripper in zijn boek Jack the Ripper's Black Magic Rituals.
- Library of Congress Control Number: nb2003104311
- Virtual International Authority File: 33969586
- WorldCat: E39PBJtRJFpQwytFHP8TcTmmVC